# روبرتو فيامارين
روبرتو فيامارين (بالإسبانية: Roberto Villamarín)‏ هو لاعب كرة قدم بيروفي في مركز الدفاع، ولد في 25 سبتمبر 1997 في بيسكو في بيرو. لعب مع أليانزا ليما ونادي أطلس ونادي أياكوتشو.

## وصلات خارجية
- روبرتو فيامارين على موقع قاعدة بيانات كرة القدم.إي يو (الإنجليزية)
- روبرتو فيامارين على موقع Soccerbase.com (لاعب) (الإنجليزية)
- روبرتو فيامارين على موقع Soccerway.com (الإنجليزية)
- روبرتو فيامارين على موقع عالم كرة القدم.نت (الإنجليزية)